# Varaštovac
Varaštovac is een plaats in de gemeente Ozalj in de Kroatische provincie Karlovac. De plaats telt 18 inwoners (2001).